# بلبريو (كورنوال)
بلبريو (بالإنجليزية: Polperro)‏ هي قرية تقع في المملكة المتحدة في كورنوال. يقدر عدد سكانها بـ 5,280 نسمة .